# Smålandsväv
Smålandsväv kallas också västgötatäcke och är en variant av upphämta (opphämta), dock inte plockad, utan uppknuten till tramporna med bottenbindning och mönstertrampor. Mönstret blir således över hela ytan. Tekniken kallas även solvad upphämta.